# San Sebastiano (Cima da Conegliano Londra)
Il San Sebastiano è un dipinto a olio su tavola (103,2x40,6 cm) di Cima da Conegliano, databile attorno al 1500 e conservato nella National Gallery di Londra.
L'opera assieme a San Marco (?) compone un gruppo proveniente dalla chiesa di Santa Maria dei Crociferi a Venezia.

## Galleria d'immagini

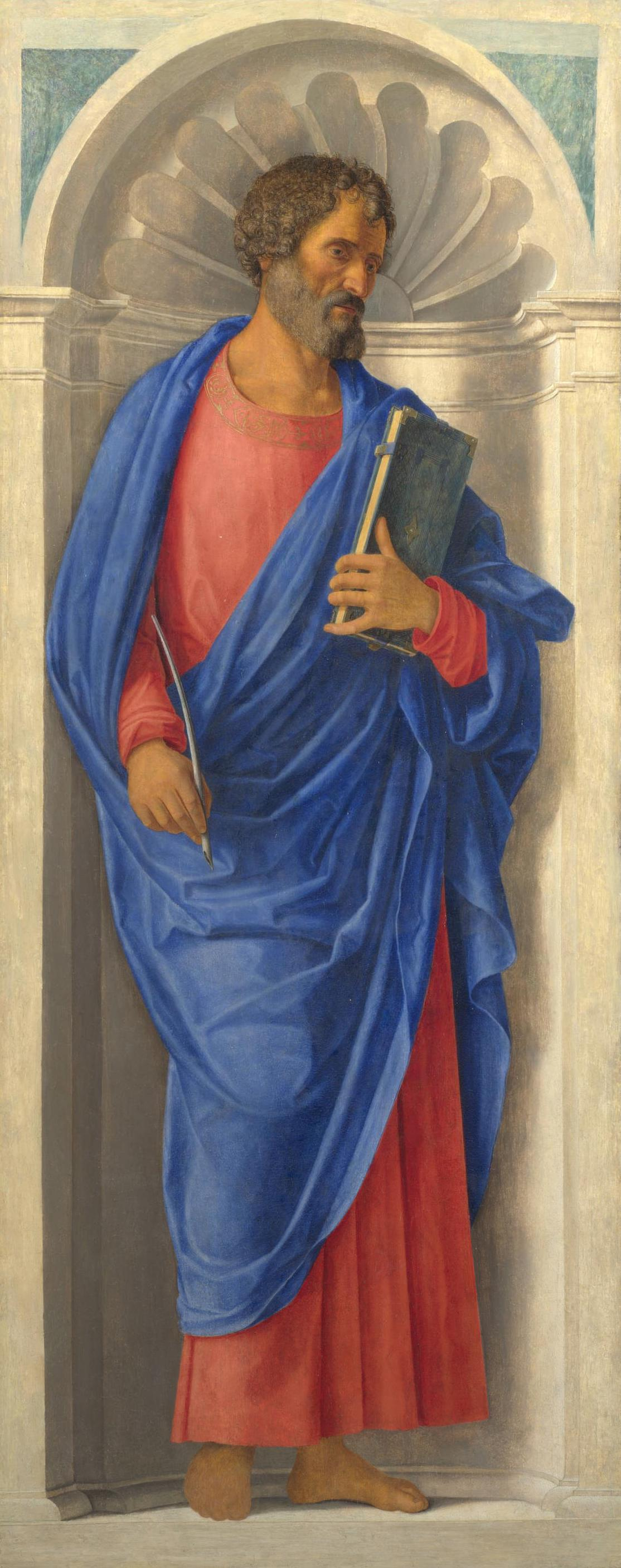
San Marco
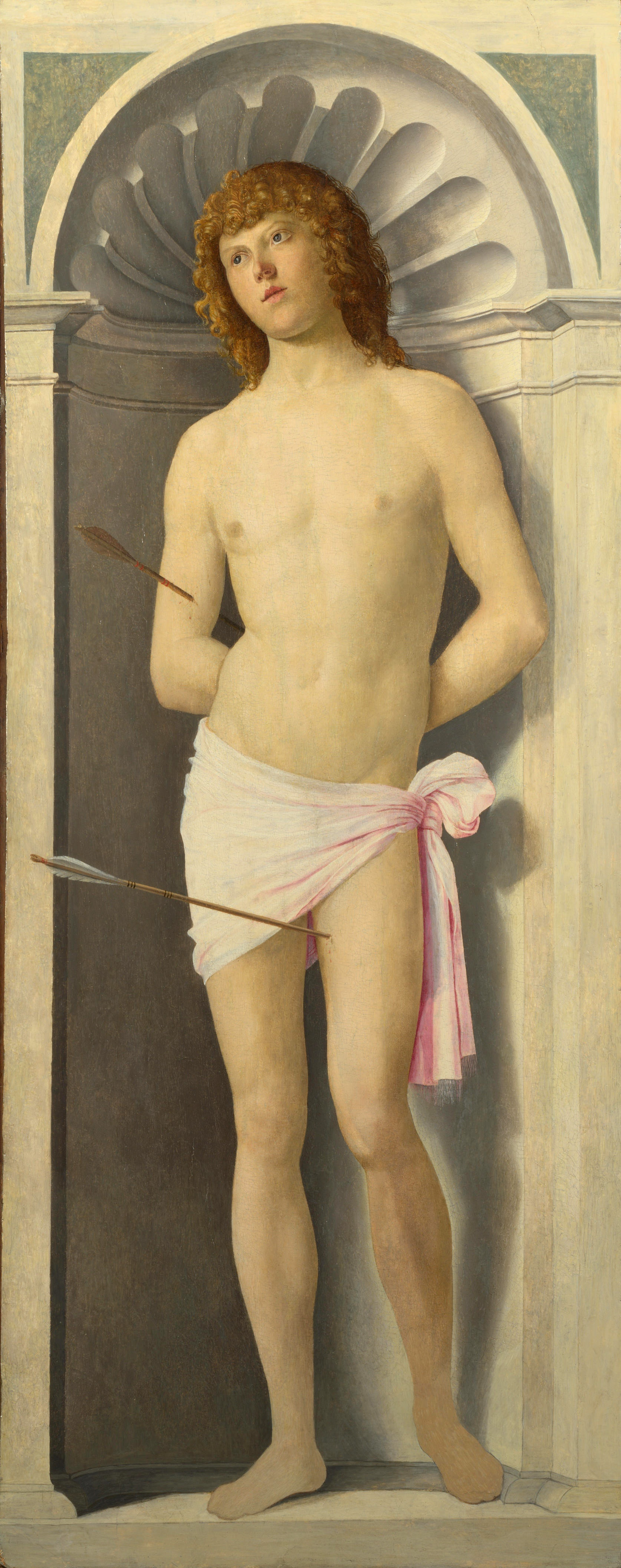
San Sebastiano